# Pješčani dvornik
Pješčani dvornik (dvorničina, lat. Polygonum arenarium), dvosupnica iz porodice dvornikovki. Raste po po južnoj i jugoistočnoj Europi i europskom dijelu Rusije, Ukrajini, Grčkoj i Hrvatskoj. Uvezena je i u američku državu Rhode Island.
Voli pjeskovita staništa, po čemu je i dobila ime.

## Podvrste
- Polygonum arenarium subsp. arenarium
- Polygonum arenarium subsp. pulchellum (Loisel.) Thell.